# Бермудские Острова на летних Олимпийских играх 2008
Бермудские Острова принимали участие в летних Олимпийских играх 2008 года в Пекине (Китай) в семнадцатый раз за свою историю. Игры ознаменовали собой двадцать первое выступление Бермудских островов на Олимпийских играх с момента их дебюта в 1936 году. В состав делегации 2008 года вошли шесть спортсменов: Тайрон Смит и Аранча Кинг в прыжках в длину, Джиллиан Терсейра в соревнованиях по конкуру, Кира Эйткен и Рой-Аллан Берч в плавании (Эйткен в плавании на спине и Берч в плавании вольным стилем), Флора Даффи — в триатлоне. Бермудские острова не завоевали ни одной медали на играх в Пекине.

## Предыстория
Первое выступление Бермудских островов на Олимпийских играх состоялось на летних Олимпийских играх 1936 года в Берлине (Третий рейх). В состав бермудской делегации входили пять спортсменов, все мужчины. Бермудские острова участвовали в двадцати одной Олимпиаде в период с 1936 по 2008 год в Пекине, за исключением летних Олимпийских игр 1980 года. Из этих двадцати одной игры шестнадцать были летними Олимпийскими играми. Бермудские острова до выступления в Пекине завоевали одну медаль, когда Кларенс Хилл выиграл бронзу на летних Олимпийских играх 1976 года. В составе бермудской делегации 2008 года было меньше людей, чем обычно отправлялось за границу, что побудило президента Олимпийской ассоциации Бермудских Островов Остина Вудса публично пожаловаться на то, что олимпийская сборная этого года не имела доступа к качественным тренерам, администраторам и помещениям, и, за исключением нескольких спортсменов, не обладала навыками, необходимыми для того, чтобы быть конкурентоспособной.
Всего Бермудские острова отправили на Олимпийские игры в Пекине шесть спортсменов. В составе делегации двое спортсменов (Рой-Аллен Берч и Тайрон Смит) были мужчинами, а четверо (Флора Даффи, Кира Эйткен, Арантса Кинг и Джилл Терсейра) — женщинами. Кинг была самым молодым участником (18 лет) в делегации Бермудских островов на Олимпиаде 2008 года, а Терсейра — самым старшим (37 лет). Ни один бермудский спортсмен не вышел в финал во время Игр 2008 года.

## Лёгкая атлетика
Тайрон Смит и Аранча Кинг участвовали в соревнованиях по лёгкой атлетике. Смит участвовал в мужских прыжках в длину, а Аранча Кинг участвовала в женских прыжках в длину. Ни один из них не прошёл квалификационные соревнования в Пекине.
Будучи бывшим студентом Миссурийского университета науки и технологий, Смит получил место в команде Бермудских островов, заняв третье место в соревнованиях по прыжкам в длину, которые проходили во время Игр Центральной Америки и Карибского бассейна 2008 года в Кали, Колумбия. Появление Смита на Олимпийских играх в Пекине было его первым выступлением на Олимпийских соревнованиях. В лучшей квалификационной попытке он прыгнул на 7.91 м, но этого результата ему не хватило для прохождения в финал. В итоговом протоколе бермудский прыгун расположился на 15 месте.
23 июля 2008 года студентка первого курса Стэнфордского университета Аранча Кинг была выбрана Олимпийской ассоциацией Бермудских островов благодаря результатам женского отбора IAAF (Международная ассоциация легкоатлетических федераций). Участие в Олимпийских играх 2008 года в Пекине стало для неё олимпийским дебютом. Кинг прыгнула на 6,01 метра, отстав на 0,69 метра от лидера квалификации Татьяны Лебедевой, заняв девятнадцатое место (из двадцати одного) в турнире. 22 августа Аранча Кинг не прошла в следующий и заключительный тур.

## Конный спорт
15 августа Терсейра участвовала в отборочных соревнованиях по конному спорту. Поскольку рейтинги составляются на основе количества накопленных штрафов, Терсейра разделила 39-е место с семью другими всадниками, набрав пять штрафов. 17 августа Терсейра также участвовала в предварительном раунде, но была исключена и не прошла в финал.

## Плавание
Две пловца представляли Бермудские острова на Олимпийских играх в Пекине: Кира Эйткен и Рой-Аллан Берч. Эйткен участвовала в заплыве женщин 100 м на спине, а Берч — в заплыве мужчин 100 м вольным стилем. Ни один из них не прошёл предварительный раунд.